# Їян
Їян (спрощ.: 益阳; піньїнь: Yìyáng) — міський округ у китайській провінції Хунань.

## Географія
Лежить уздовж річки Цзицзян, на півночі виходить до озера Дунтін.

### Клімат
Місто знаходиться у зоні, котра характеризується вологим субтропічним кліматом. Найтепліший місяць — липень із середньою температурою 29.4 °C (84.9 °F). Найхолодніший місяць — січень, із середньою температурою 5.2 °С (41.4 °F).
| Клімат Їяна             | Клімат Їяна | Клімат Їяна | Клімат Їяна | Клімат Їяна | Клімат Їяна | Клімат Їяна | Клімат Їяна | Клімат Їяна | Клімат Їяна | Клімат Їяна | Клімат Їяна | Клімат Їяна | Клімат Їяна |
| Показник                | Січ.        | Лют.        | Бер.        | Квіт.       | Трав.       | Черв.       | Лип.        | Серп.       | Вер.        | Жовт.       | Лист.       | Груд.       | Рік         |
| Середня температура, °C | 5,2         | 6,2         | 10,7        | 17,1        | 22,1        | 25,7        | 29,4        | 28,7        | 24          | 18,7        | 13,1        | 7,8         | 17,4        |
| Норма опадів, мм        | 53.1        | 78.3        | 122.3       | 181.2       | 197.3       | 192.6       | 116.1       | 121.9       | 69.2        | 90.4        | 70.9        | 43.9        | 1337.2      |
| Днів з опадами          | 14,1        | 14          | 17,5        | 18,4        | 16,8        | 13,7        | 9,8         | 10,6        | 10,2        | 13,5        | 13,4        | 12,5        | 164,5       |
| Вологість повітря, %    | 78.4        | 80          | 80.8        | 81          | 80.2        | 80.7        | 76.4        | 76.4        | 77.6        | 78.9        | 78.7        | 77.3        | 78.9        |
| ----------------------- | ----------- | ----------- | ----------- | ----------- | ----------- | ----------- | ----------- | ----------- | ----------- | ----------- | ----------- | ----------- | ----------- |
| Джерело: Weatherbase    |             |             |             |             |             |             |             |             |             |             |             |             |             |

## Адміністративний поділ
Міський округ поділяється на 2 райони, 1 місто та 3 повіти:
| Карта                                         | Карта    | Карта    | Карта            |
| --------------------------------------------- | -------- | -------- | ---------------- |
| Аньхуа Таоцзян Хешань ① Юаньцзян Нань ① Цзиян |          |          |                  |
| Статус                                        | Назва    | Оригінал | Населення (2020) |
| Район                                         | Хешань   | 赫山区   | 889 068          |
| Район                                         | Цзиян    | 资阳区   | 356 405          |
| Місто                                         | Юаньцзян | 沅江市   | 567 159          |
| Повіт                                         | Аньхуа   | 安化县   | 780 969          |
| Повіт                                         | Нань     | 南县     | 572 367          |
| Повіт                                         | Таоцзян  | 桃江县   | 685 596          |